# منتخب قطر لكرة القدم
منتخب قطر لكرة القدم هو ممثل قطر الرسمي في رياضة كرة القدم، ويشرف عليه الاتحاد القطري لكرة القدم الذي تأسس عام 1960 وانضم إلى الاتحاد الدولي لكرة القدم عام 1970.
ظهر الفريق في عشر بطولات كأس آسيا وفاز بها مرتين عامي 2019 و2023. ويلعبون مبارياتهم على استاد خليفة الدولي وملعب جاسم بن حمد. ويعتبر الأخير هو الملعب الرئيسي للفريق.
استضافت قطر كأس العالم 2022 وبالتالي تأهلت تلقائيًا وظهرت لأول مرة في كأس العالم. وهذه هي المرة الأولى التي تستضيف فيها دولة عربية المسابقة.

## التاريخ

### ما قبل الـ1970
ظهرت كرة القدم في قطر في وقت تزامن مع الاكتشاف الأولي لاحتياطيات النفط في مدينة دخان عام 1940. بحلول عام 1948، لعب عمال النفط المغتربون أول مباراة رسمية لكرة القدم في قطر. تأسس الاتحاد القطري لكرة القدم في عام 1960 وانضم الاتحاد القطري إلى الفيفا في عام 1963. في الوقت نفسه خلال هذه الفترة، كان الاتحاد البحريني لكرة القدم يضع خططًا لإنشاء مسابقة كرة قدم إقليمية داخل دول مجلس التعاون الخليجي، وشارك المسؤولون القطريون في دعم هذا الاقتراح. جاءت الخطط تؤتي ثمارها وفي مارس 1970 تم افتتاح كأس الخليج العربي.

### 1970–1980
لعب المنتخب القطري أول مباراة رسمية له في 27 مارس 1970 ضد مضيفه البحرين وخسر 1-2 حيث سجل مبارك فرج الهدف الوحيد لقطر. حقق المنتخب القطري الذي تم تأسيسه حديثًا نتائج مخيبة في بطولة كأس الخليج الأولى حيثُ جاء في المركز الأخير بنقطة واحدة فقط والتي أتت بالتعادل 1-1 مع السعودية في مباراتهم الأخيرة.
في النسخة التالية من كأس الخليج عام 1972 حققت قطر مرة أخرى المركز الأخير بعد تعرضها لثلاث هزائم متتالية. أما في النسخة التالية عام 1974 أظهر المنتخب القطري تحسنًا في النتائج حيثُ حققوا أول انتصار لهم في كرة القدم الدولية بفوزهم 4-0 على عمان، بعد ذلك خسر منتخب قطر أمام السعودية في نصف النهائي لكنهم حققوا المركز الثالث بعد فوزهم بركلات الترجيح ضد منتخب الإمارات.
في عام 1975، خاض منتخب قطر لأول مرة التصفيات المؤهلة لكأس آسيا. ولم ينجحوا في التأهل إلى كأس آسيا 1976 حيثُ حجز منتخبي العراق والسعودية مركزي المجموعة في التصفيات. على الرغم من هذه الانتكاسة، في العام التالي، احتلت قطر المركز الثالث في كأس الخليج 1976 عندما استضافت البطولة.
لعب المنتخب القطري أول مباراة له في التصفيات المؤهلة لكأس العالم في عام 1977. كان من المقرر أن تلعب قطر مع الإمارات العربية المتحدة في 11 مارس 1977، لكن انسحب المنتخب الإماراتي في اللحظة الأخيرة مما أدى إلى تأجيل ظهور قطر لأول مرة إلى ما بعد يومين ضد البحرين وانتصرت قطر 2-0 في الدوحة.

### 1980–1990
شارك منتخب قطر لأول مرة في كأس آسيا عام 1980 تحت قيادة المدرب إيفاريستو دي ماسيدو، وتأهلت لكأس آسيا بعد أن تصدرت مجموعة سهلة نسبيًا تتألف من بنغلاديش وأفغانستان. كان أداء المنتخب القطري في البطولة الرئيسية متواضعًا حيثُ خرجوا مبكرًا من دور المجموعات بهزيمتين وتعادل واحد وفوز واحد.
وصلت قطر إلى نهائي كأس الخليج 1984 وخسرت  بفارق ضئيل أمام العراق، وحققوا المركز الثاني، وهذا أفضل إنجاز لهم حتى عام 1992.
فشلوا في التأهل من المراحل التمهيدية من تصفيات كأس العالم 1982 وكأس العالم 1986. ومع ذلك، تأهل الفريق لكل من نسختي كأس آسيا 1984 وكأس آسيا 1988. لقد فشلوا في التأهل إلى نصف نهائي بطولة 1984، حيثُ سجل المنتخب السعودي عن طريق محيسن الجمعان في الدقيقة 88 ضد الكويت ليضمن التأهل إلى نصف النهائي لكلا المنتخبين. كما غابوا عن الدور نصف النهائي عام 1988، لكن أبرز ما حدث في البطولة هزيمتهم لمنتخب اليابان بنتيجة 3-0.

### 1990–2000
في التسعينيات، وصل منتخب قطر إلى أفضل مستوياته، حيثُ حقق أعلى تصنيف للمنتخب بتاريخه وذلك بحصوله على المركز 53 في تصنيف الفيفا في أغسطس 1993. بدأت قطر منافساتها في التصفيات المؤهلة لكأس العالم 1990، واحتلت المركز الأول في مجموعتها وتأهلت للدور الثاني، وفي المرحلة الأخيرة من التصفيات حصلوا على المركز الثالث خلفًا لكلاً من منتخبي الإمارات وكوريا الجنوبية وحُرموا من التأهل لكأس العالم.
في عام 1990، بمشاركتها في كأس الخليج العربي 10 أنهى المنتخب القطري مرة أخرى وصيفًا للبطولة بعد فوز منتخب الكويت آخر مباراتين في البطولة. بعد ذلك بعامين، فاز منتخب قطر بكأس الخليج على أرضهم لأول مرة تحت قيادة سيباستياو لابولا على الرغم من الخسارة 1-0 أمام السعودية في مباراتهم الأخيرة. كما حصلوا على المركز الثاني في كأس الخليج العربي 13.
وصلت قطر إلى المرحلة النهائية من تصفيات القارة الآسيوية لكأس العالم 1998. وبعد فوزها على الصين وإيران ، لعبت مباراتها الأخيرة ضد المملكة العربية السعودية حيثُ كان الفوز سيؤدي إلى التأهل لكأس العالم، لكن خسروا ضد السعودية 1-0 وفشلوا بالوصول إلى كأس العالم.
استضافت قطر كأس العرب 1998، واحتلوا وصيفًا للبطولة بعد خسارتهم في النهائي ضد السعودية بثلاثة أهداف مقابل هدف.

### 2000–2010
وصل منتخب قطر إلى ربع نهائي كأس آسيا 2000 على الرغم من احتلالهم المركز الثالث في مجموعتهم، لكنهم خسروا أمام الصين في ربع النهائي.
وصلوا إلى الدور النهائي من التصفيات المؤهلة لكأس العالم مرة أخرى في عام 2001 لكنهم خسروا ضد منتخب الصين بقيادة المدرب بورا ميلوتينوفيتش. تولى الفرنسي فيليب تروسيه منصب المدير الفني بعد نهائيات كأس العالم 2002 في كوريا واليابان لكنه لم ينجح في كلاً من كأس آسيا 2004 والتصفيات المؤهلة لكأس العالم 2006 في ألمانيا.
أُقيل تروسييه بعد التصفيات المؤهلة لكأس العالم، وتحت قيادة البوسني جمال الدين موشوفيتش فاز المنتخب بكأس الخليج 17 والميدالية الذهبية للألعاب الآسيوية في عام 2006. استقال موشوفيتش بعد أن حصلت قطر على نقطتين فقط من ثلاث مباريات في كأس آسيا 2007.
وبعد ذلك، تولى خورخي فوساتي مهمة تدريب الفريق في التصفيات المؤهلة لكأس العالم 2010 الذي قاد المنتخب لأول ثلاث جولات في التصفيات، وتصدرت قطر مجموعتها ثم خضع فوساتي لعملية جراحية في المعدة. وقرر الاتحاد القطري لكرة القدم إنهاء عقد مع فوساتي في سبتمبر 2008، حيثُ ادعى الاتحاد القطري بأنهُ بحاجة إلى وقت طويل للتعافي من الجراحة. تم التعاقد مع برونو ميتسو لتولي منصب المدير الفني خلفًا لفوساتي، وفشلت قطر في التأهل بعد أن احتلت المركز الرابع في مجموعتها المؤهلة.

## إنجازاته

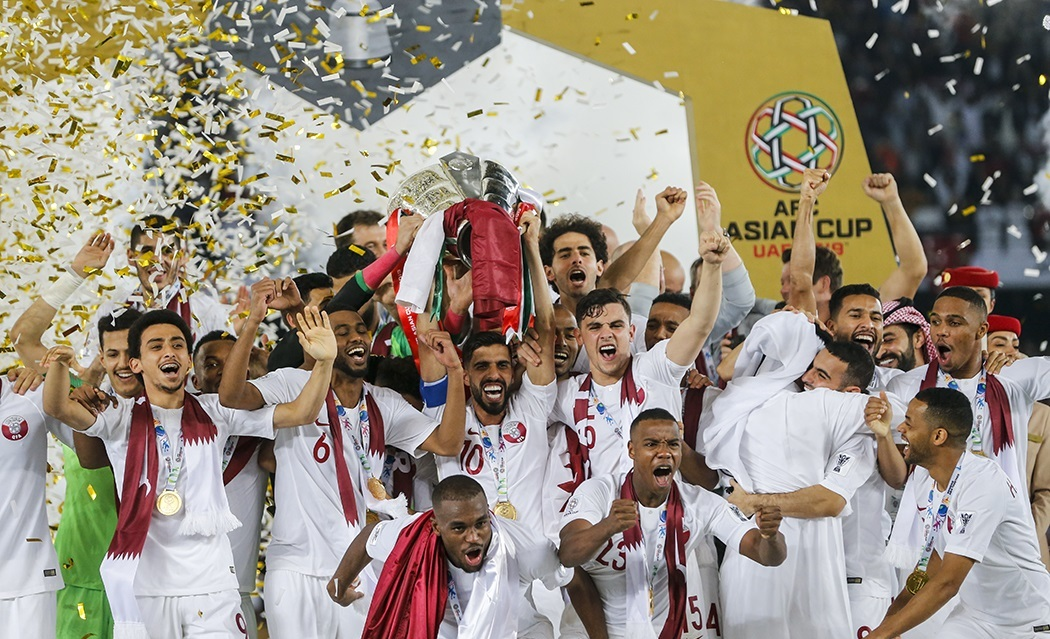
لاعبو المنتخب القطري يحتفلون باللقب الآسيوي للمرة الأولى سنة 2019

حقق المنتخب القطري لقب كأس آسيا عام 2019 للمرة الأولى في تاريخه بعد تغلبه على اليابان في النهائي 3-1وقد حافظ المنتخب القطري على اللقب في النسخة التالية بعام 2023 في قطر بعد تغلبه على المنتخب الاردني في النهائي بنتيجة 3-1.
كما فاز ببطولة كأس الخليج ثلاث مرات، المرة الأولى عام 1992 والمرة الثانية عام 2004 والمرة الثالثة 2014، والمرتين التي فاز بها كانت في الدوحة والثالثة في الرياض.
استطاع المنتخب القطري للشباب عام 1981 من الوصول مع المنتخب الألماني الغربي إلى المباراة النهائية لبطولة كأس العالم للشباب التي أقيمت في أستراليا والتي فاز ببطولتها المنتخب الألماني الغربي. وفي عام 2014 حقق بطولة كأس آسيا للشباب في مينمار ضد منتخب مينمار، 
كما نجح المنتخب القطري الأولمبي في الفوز بلقب دورة الألعاب الآسيوية 2006 والتي نظمت في الدوحة حيث توج فيها بلقب مسابقة كرة القدم، وقد درب المنتخب القطري العديد من المدربين العالميين مثل الفرنسي برونو ميتسو والبرازيلي إيفرستو والبرازيلي لابولا والفرنسي فيليب تروسيه والهولندي جو بونفرير.

## التشكيلة الحالية
- القائمة المستدعاة لبطولة كأس العالم 2022.[23]

| الرقم | المركز | اللاعب          | تاريخ الميلاد (العمر)    | لعب | سجل | النادي  |
| ----- | ------ | --------------- | ------------------------ | --- | --- | ------- |
|       | حارس   | سعد الشيب       | 20 نوفمبر 2022           | 75  | 0   | السد    |
|       | حارس   | مشعل برشم       | 20 نوفمبر 2022           | 13  | 0   | السد    |
|       | حارس   | يوسف حسن        | 20 نوفمبر 2022           | 7   | 0   | الغرافة |
|       |        |                 |                          |     |     |         |
|       | دفاع   | عبد الكريم حسن  | 20 نوفمبر 2022           | 125 | 15  | السد    |
|       | دفاع   | بوعلام خوخي     | 20 نوفمبر 2022           | 100 | 20  | السد    |
|       | دفاع   | بيدرو ميغيل     | 20 نوفمبر 2022           | 79  | 1   | السد    |
|       | هجوم   | إسماعيل محمد    | 20 نوفمبر 2022           | 68  | 4   | الدحيل  |
|       | دفاع   | طارق سلمان      | 20 نوفمبر 2022           | 58  | 0   | السد    |
|       | دفاع   | بسام الراوي     | 20 نوفمبر 2022           | 53  | 2   | الدحيل  |
|       | دفاع   | مصعب خضر        | 20 نوفمبر 2022           | 29  | 0   | السد    |
|       | دفاع   | همام أحمد       | 20 نوفمبر 2022           | 27  | 2   | الغرافة |
|       | دفاع   | جاسم جابر       | 20 نوفمبر 2022           | 0   | 0   | العربي  |
|       |        |                 |                          |     |     |         |
|       | وسط    | كريم بوضياف     | 20 نوفمبر 2022           | 111 | 5   | الدحيل  |
|       | وسط    | عبد العزيز حاتم | 20 نوفمبر 2022           | 98  | 11  | الريان  |
|       | وسط    | علي أسد الله    | 20 نوفمبر 2022           | 58  | 12  | السد    |
|       | وسط    | عاصم ماديبو     | 20 نوفمبر 2022           | 43  | 0   | الدحيل  |
|       | وسط    | محمد وعد        | 20 نوفمبر 2022           | 20  | 0   | السد    |
|       | وسط    | سالم الهاجري    | 20 نوفمبر 2022           | 19  | 0   | السد    |
|       | وسط    | مصطفى طارق      | 20 نوفمبر 2022           | 0   | 0   | السد    |
|       |        |                 |                          |     |     |         |
|       | هجوم   | حسن الهيدوس     | 20 نوفمبر 2022           | 165 | 34  | السد    |
|       | هجوم   | أكرم عفيف       | 20 نوفمبر 2022           | 86  | 26  | السد    |
|       | هجوم   | المعز علي       | 20 نوفمبر 2022           | 76  | 39  | الدحيل  |
|       | هجوم   | محمد مونتاري    | 20 نوفمبر 2022           | 47  | 13  | الدحيل  |
|       | هجوم   | أحمد علاء الدين | 31 يناير 1993 (العمر 29) | 46  | 1   | الغرافة |
|       | هجوم   | خالد منير       | 20 نوفمبر 2022           | 2   | 0   | الوكرة  |
|       | هجوم   | نايف الحضرمي    | 20 نوفمبر 2022           | 1   | 0   | الريان  |

## الإنجازات
- كأس الخليج العربي:

البطل (3): 1992، 2004، 2014
- بطولة اتحاد غرب آسيا:

البطل (2): 2014، 2023
- دورة الألعاب الآسيوية:

البطل (2): 2006
- كأس آسيا :
- البطل (2): 2019، 2023[24][25]

## إحصائيات اللاعبين

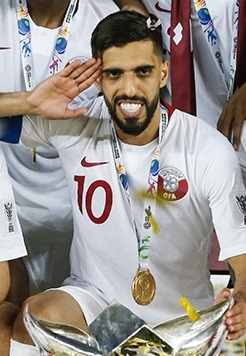
حسن الهيدوس هو اللاعب الأكثر مشاركة مع منتخب قطر برصيد 174 مباراة.

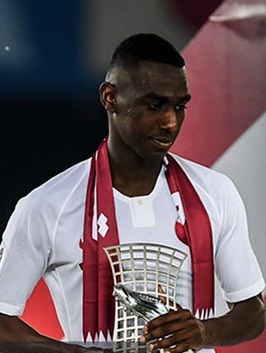
المعز علي هداف قطر التاريخي برصيد 46 هدفاً.

آخر تحديث 17 نوفمبر 2023.
لا يزال اللاعبون بالخط العريض متواجدون مع منتخب قطر.
| المركز | اللاعب          | المباريات | الأهداف | مسيرته    |
| ------ | --------------- | --------- | ------- | --------- |
| 1      | حسن الهيدوس     | 175       | 37      | 2008–2023 |
| 2      | عبد الكريم حسن  | 133       | 15      | 2010–     |
| 3      | سباستيان سوريا  | 123       | 39      | 2006–2017 |
| 4      | كريم بوضياف     | 118       | 6       | 2013–     |
| 5      | وسام رزق        | 112       | 7       | 2001–2014 |
| 6      | عبد العزيز حاتم | 110       | 11      | 2009–     |
| 7      | بلال محمد       | 109       | 7       | 2003–2014 |
| 8      | بوعلام خوخي     | 108       | 20      | 2013–     |
| 9      | مبارك مصطفى     | 105       | 41      | 1992–2004 |
| 10     | المعز علي       | 101       | 46      | 2016–     |

| المركز | اللاعب           | الأهداف | المباريات | النسبة | مسيرته    |
| ------ | ---------------- | ------- | --------- | ------ | --------- |
| 1      | المعز علي        | 46      | 101       | 0.46   | 2016–     |
| 2      | منصور مفتاح      | 42      | 81        | 0.52   | 1976–2000 |
| 3      | مبارك مصطفى      | 41      | 105       | 0.48   | 1992–2004 |
| 4      | سباستيان سوريا   | 39      | 123       | 0.32   | 2006–2017 |
| 5      | حسن الهيدوس      | 37      | 174       | 0.21   | 2008–     |
| 6      | محمد سالم العنزي | 34      | 69        | 0.49   | 1996–2003 |
| 7      | محمود صوفي       | 31      | 79        | 0.39   | 1988–1998 |
| 8      | أكرم عفيف        | 26      | 97        | 0.27   | 2015–     |
| 9      | خلفان إبراهيم    | 21      | 90        | 0.23   | 2006–2015 |
| 10     | بوعلام خوخي      | 20      | 108       | 0.19   | 2013–     |

## سجل البطولات

### كأس العالم
| نهائيات كأس العالم | نهائيات كأس العالم      | نهائيات كأس العالم | نهائيات كأس العالم | نهائيات كأس العالم | نهائيات كأس العالم | نهائيات كأس العالم | نهائيات كأس العالم | نهائيات كأس العالم |                   | تصفيات كأس العالم | تصفيات كأس العالم | تصفيات كأس العالم | تصفيات كأس العالم | تصفيات كأس العالم | تصفيات كأس العالم |
| العام              | النتيجة                 | المركز             | ل                  | ف                  | ت*                 | خ                  | هـ.ل               | هـ.ع               | ل                 | ف                 | ت*                | خ                 | هـ.ل              | هـ.ع              |                   |
| ------------------ | ----------------------- | ------------------ | ------------------ | ------------------ | ------------------ | ------------------ | ------------------ | ------------------ | ----------------- | ----------------- | ----------------- | ----------------- | ----------------- | ----------------- | ----------------- |
| 1930               | ليس عضو في الفيفا       | ليس عضو في الفيفا  | ليس عضو في الفيفا  | ليس عضو في الفيفا  | ليس عضو في الفيفا  | ليس عضو في الفيفا  | ليس عضو في الفيفا  | ليس عضو في الفيفا  | ليس عضو في الفيفا | ليس عضو في الفيفا | ليس عضو في الفيفا | ليس عضو في الفيفا | ليس عضو في الفيفا | ليس عضو في الفيفا |                   |
| 1934               | ليس عضو في الفيفا       | ليس عضو في الفيفا  | ليس عضو في الفيفا  | ليس عضو في الفيفا  | ليس عضو في الفيفا  | ليس عضو في الفيفا  | ليس عضو في الفيفا  | ليس عضو في الفيفا  | ليس عضو في الفيفا | ليس عضو في الفيفا | ليس عضو في الفيفا | ليس عضو في الفيفا | ليس عضو في الفيفا | ليس عضو في الفيفا |                   |
| 1938               | ليس عضو في الفيفا       | ليس عضو في الفيفا  | ليس عضو في الفيفا  | ليس عضو في الفيفا  | ليس عضو في الفيفا  | ليس عضو في الفيفا  | ليس عضو في الفيفا  | ليس عضو في الفيفا  | ليس عضو في الفيفا | ليس عضو في الفيفا | ليس عضو في الفيفا | ليس عضو في الفيفا | ليس عضو في الفيفا | ليس عضو في الفيفا |                   |
| 1950               | ليس عضو في الفيفا       | ليس عضو في الفيفا  | ليس عضو في الفيفا  | ليس عضو في الفيفا  | ليس عضو في الفيفا  | ليس عضو في الفيفا  | ليس عضو في الفيفا  | ليس عضو في الفيفا  | ليس عضو في الفيفا | ليس عضو في الفيفا | ليس عضو في الفيفا | ليس عضو في الفيفا | ليس عضو في الفيفا | ليس عضو في الفيفا |                   |
| 1954               | ليس عضو في الفيفا       | ليس عضو في الفيفا  | ليس عضو في الفيفا  | ليس عضو في الفيفا  | ليس عضو في الفيفا  | ليس عضو في الفيفا  | ليس عضو في الفيفا  | ليس عضو في الفيفا  | ليس عضو في الفيفا | ليس عضو في الفيفا | ليس عضو في الفيفا | ليس عضو في الفيفا | ليس عضو في الفيفا | ليس عضو في الفيفا |                   |
| 1958               | ليس عضو في الفيفا       | ليس عضو في الفيفا  | ليس عضو في الفيفا  | ليس عضو في الفيفا  | ليس عضو في الفيفا  | ليس عضو في الفيفا  | ليس عضو في الفيفا  | ليس عضو في الفيفا  | ليس عضو في الفيفا | ليس عضو في الفيفا | ليس عضو في الفيفا | ليس عضو في الفيفا | ليس عضو في الفيفا | ليس عضو في الفيفا |                   |
| 1962               | ليس عضو في الفيفا       | ليس عضو في الفيفا  | ليس عضو في الفيفا  | ليس عضو في الفيفا  | ليس عضو في الفيفا  | ليس عضو في الفيفا  | ليس عضو في الفيفا  | ليس عضو في الفيفا  | ليس عضو في الفيفا | ليس عضو في الفيفا | ليس عضو في الفيفا | ليس عضو في الفيفا | ليس عضو في الفيفا | ليس عضو في الفيفا |                   |
| 1966               | لم يشارك                | لم يشارك           | لم يشارك           | لم يشارك           | لم يشارك           | لم يشارك           | لم يشارك           | لم يشارك           | لم يشارك          | لم يشارك          | لم يشارك          | لم يشارك          | لم يشارك          | لم يشارك          |                   |
| 1970               | لم يشارك                | لم يشارك           | لم يشارك           | لم يشارك           | لم يشارك           | لم يشارك           | لم يشارك           | لم يشارك           | لم يشارك          | لم يشارك          | لم يشارك          | لم يشارك          | لم يشارك          | لم يشارك          |                   |
| 1974               | انسحب من التصفيات       | انسحب من التصفيات  | انسحب من التصفيات  | انسحب من التصفيات  | انسحب من التصفيات  | انسحب من التصفيات  | انسحب من التصفيات  | انسحب من التصفيات  | انسحب من التصفيات | انسحب من التصفيات | انسحب من التصفيات | انسحب من التصفيات | انسحب من التصفيات | انسحب من التصفيات |                   |
| 1978               | لم يتأهل                | لم يتأهل           | لم يتأهل           | لم يتأهل           | لم يتأهل           | لم يتأهل           | لم يتأهل           | لم يتأهل           | 4                 | 1                 | 0                 | 3                 | 3                 | 9                 |                   |
| 1982               | لم يتأهل                | لم يتأهل           | لم يتأهل           | لم يتأهل           | لم يتأهل           | لم يتأهل           | لم يتأهل           | لم يتأهل           | 4                 | 2                 | 0                 | 2                 | 5                 | 3                 |                   |
| 1986               | لم يتأهل                | لم يتأهل           | لم يتأهل           | لم يتأهل           | لم يتأهل           | لم يتأهل           | لم يتأهل           | لم يتأهل           | 4                 | 2                 | 0                 | 2                 | 6                 | 3                 |                   |
| 1990               | لم يتأهل                | لم يتأهل           | لم يتأهل           | لم يتأهل           | لم يتأهل           | لم يتأهل           | لم يتأهل           | لم يتأهل           | 11                | 4                 | 6                 | 1                 | 12                | 8                 |                   |
| 1994               | لم يتأهل                | لم يتأهل           | لم يتأهل           | لم يتأهل           | لم يتأهل           | لم يتأهل           | لم يتأهل           | لم يتأهل           | 8                 | 5                 | 1                 | 2                 | 22                | 8                 |                   |
| 1998               | لم يتأهل                | لم يتأهل           | لم يتأهل           | لم يتأهل           | لم يتأهل           | لم يتأهل           | لم يتأهل           | لم يتأهل           | 11                | 6                 | 1                 | 4                 | 21                | 10                |                   |
| 2002               | لم يتأهل                | لم يتأهل           | لم يتأهل           | لم يتأهل           | لم يتأهل           | لم يتأهل           | لم يتأهل           | لم يتأهل           | 14                | 7                 | 4                 | 3                 | 24                | 13                |                   |
| 2006               | لم يتأهل                | لم يتأهل           | لم يتأهل           | لم يتأهل           | لم يتأهل           | لم يتأهل           | لم يتأهل           | لم يتأهل           | 6                 | 3                 | 0                 | 3                 | 16                | 8                 |                   |
| 2010               | لم يتأهل                | لم يتأهل           | لم يتأهل           | لم يتأهل           | لم يتأهل           | لم يتأهل           | لم يتأهل           | لم يتأهل           | 16                | 6                 | 4                 | 6                 | 16                | 20                |                   |
| 2014               | لم يتأهل                | لم يتأهل           | لم يتأهل           | لم يتأهل           | لم يتأهل           | لم يتأهل           | لم يتأهل           | لم يتأهل           | 14                | 5                 | 5                 | 4                 | 18                | 14                |                   |
| 2018               | لم يتأهل                | لم يتأهل           | لم يتأهل           | لم يتأهل           | لم يتأهل           | لم يتأهل           | لم يتأهل           | لم يتأهل           | 16                | 9                 | 1                 | 6                 | 35                | 14                |                   |
| 2022               | مرحلة المجموعات         | المركز 32          | 3                  | 0                  | 0                  | 3                  | 1                  | 7                  | تأهل كمضيف        | تأهل كمضيف        | تأهل كمضيف        | تأهل كمضيف        | تأهل كمضيف        | تأهل كمضيف        |                   |
| 2026               | لم يحدد بعد             | لم يحدد بعد        | لم يحدد بعد        | لم يحدد بعد        | لم يحدد بعد        | لم يحدد بعد        | لم يحدد بعد        | لم يحدد بعد        | لم يحدد بعد       | لم يحدد بعد       | لم يحدد بعد       | لم يحدد بعد       | لم يحدد بعد       | لم يحدد بعد       |                   |
| المجموع            | الأفضل: مرحلة المجموعات | 1/22               | 3                  | 0                  | 0                  | 3                  | 1                  | 7                  | 108               | 50                | 22                | 36                | 178               | 110               |                   |

### كأس القارات
| كأس القارات | كأس القارات   | كأس القارات   | كأس القارات   | كأس القارات   | كأس القارات   | كأس القارات   | كأس القارات   | كأس القارات   | كأس القارات   |
| العام       | الجولة        | المركز        | لعب           | فوز           | تعادل*        | خسارة         | هـ.ل          | هـ.ع          | المجموعة      |
| ----------- | ------------- | ------------- | ------------- | ------------- | ------------- | ------------- | ------------- | ------------- | ------------- |
| 1992        | لم يتأهل      | لم يتأهل      | لم يتأهل      | لم يتأهل      | لم يتأهل      | لم يتأهل      | لم يتأهل      | لم يتأهل      | لم يتأهل      |
| 1995        | لم يتأهل      | لم يتأهل      | لم يتأهل      | لم يتأهل      | لم يتأهل      | لم يتأهل      | لم يتأهل      | لم يتأهل      | لم يتأهل      |
| 1997        | لم يتأهل      | لم يتأهل      | لم يتأهل      | لم يتأهل      | لم يتأهل      | لم يتأهل      | لم يتأهل      | لم يتأهل      | لم يتأهل      |
| 1999        | لم يتأهل      | لم يتأهل      | لم يتأهل      | لم يتأهل      | لم يتأهل      | لم يتأهل      | لم يتأهل      | لم يتأهل      | لم يتأهل      |
| 2001        | لم يتأهل      | لم يتأهل      | لم يتأهل      | لم يتأهل      | لم يتأهل      | لم يتأهل      | لم يتأهل      | لم يتأهل      | لم يتأهل      |
| 2003        | لم يتأهل      | لم يتأهل      | لم يتأهل      | لم يتأهل      | لم يتأهل      | لم يتأهل      | لم يتأهل      | لم يتأهل      | لم يتأهل      |
| 2005        | لم يتأهل      | لم يتأهل      | لم يتأهل      | لم يتأهل      | لم يتأهل      | لم يتأهل      | لم يتأهل      | لم يتأهل      | لم يتأهل      |
| 2009        | لم يتأهل      | لم يتأهل      | لم يتأهل      | لم يتأهل      | لم يتأهل      | لم يتأهل      | لم يتأهل      | لم يتأهل      | لم يتأهل      |
| 2013        | لم يتأهل      | لم يتأهل      | لم يتأهل      | لم يتأهل      | لم يتأهل      | لم يتأهل      | لم يتأهل      | لم يتأهل      | لم يتأهل      |
| 2017        | لم يتأهل      | لم يتأهل      | لم يتأهل      | لم يتأهل      | لم يتأهل      | لم يتأهل      | لم يتأهل      | لم يتأهل      | لم يتأهل      |
| 2021        | ألغيت البطولة | ألغيت البطولة | ألغيت البطولة | ألغيت البطولة | ألغيت البطولة | ألغيت البطولة | ألغيت البطولة | ألغيت البطولة | ألغيت البطولة |

### كأس آسيا
| سجل كأس آسيا | سجل كأس آسيا           | سجل كأس آسيا           | سجل كأس آسيا           | سجل كأس آسيا           | سجل كأس آسيا           | سجل كأس آسيا           | سجل كأس آسيا           |                        | سجل تصفيات كأس آسيا    | سجل تصفيات كأس آسيا    | سجل تصفيات كأس آسيا    | سجل تصفيات كأس آسيا    | سجل تصفيات كأس آسيا    | سجل تصفيات كأس آسيا |
| السنة        | الجولة                 | لعب                    | فاز                    | تعادل *                | خسر                    | له                     | عليه                   | لعب                    | فاز                    | تعادل *                | خسر                    | له                     | عليه                   |                     |
| ------------ | ---------------------- | ---------------------- | ---------------------- | ---------------------- | ---------------------- | ---------------------- | ---------------------- | ---------------------- | ---------------------- | ---------------------- | ---------------------- | ---------------------- | ---------------------- | ------------------- |
| 1956         | جزء من المملكة المتحدة | جزء من المملكة المتحدة | جزء من المملكة المتحدة | جزء من المملكة المتحدة | جزء من المملكة المتحدة | جزء من المملكة المتحدة | جزء من المملكة المتحدة | جزء من المملكة المتحدة | جزء من المملكة المتحدة | جزء من المملكة المتحدة | جزء من المملكة المتحدة | جزء من المملكة المتحدة | جزء من المملكة المتحدة |                     |
| 1960         | جزء من المملكة المتحدة | جزء من المملكة المتحدة | جزء من المملكة المتحدة | جزء من المملكة المتحدة | جزء من المملكة المتحدة | جزء من المملكة المتحدة | جزء من المملكة المتحدة | جزء من المملكة المتحدة | جزء من المملكة المتحدة | جزء من المملكة المتحدة | جزء من المملكة المتحدة | جزء من المملكة المتحدة | جزء من المملكة المتحدة |                     |
| 1964         | جزء من المملكة المتحدة | جزء من المملكة المتحدة | جزء من المملكة المتحدة | جزء من المملكة المتحدة | جزء من المملكة المتحدة | جزء من المملكة المتحدة | جزء من المملكة المتحدة | جزء من المملكة المتحدة | جزء من المملكة المتحدة | جزء من المملكة المتحدة | جزء من المملكة المتحدة | جزء من المملكة المتحدة | جزء من المملكة المتحدة |                     |
| 1968         | جزء من المملكة المتحدة | جزء من المملكة المتحدة | جزء من المملكة المتحدة | جزء من المملكة المتحدة | جزء من المملكة المتحدة | جزء من المملكة المتحدة | جزء من المملكة المتحدة | جزء من المملكة المتحدة | جزء من المملكة المتحدة | جزء من المملكة المتحدة | جزء من المملكة المتحدة | جزء من المملكة المتحدة | جزء من المملكة المتحدة |                     |
| 1972         | جزء من المملكة المتحدة | جزء من المملكة المتحدة | جزء من المملكة المتحدة | جزء من المملكة المتحدة | جزء من المملكة المتحدة | جزء من المملكة المتحدة | جزء من المملكة المتحدة | جزء من المملكة المتحدة | جزء من المملكة المتحدة | جزء من المملكة المتحدة | جزء من المملكة المتحدة | جزء من المملكة المتحدة | جزء من المملكة المتحدة |                     |
| 1976         | لم يتأهل               | لم يتأهل               | لم يتأهل               | لم يتأهل               | لم يتأهل               | لم يتأهل               | لم يتأهل               | 6                      | 2                      | 1                      | 3                      | 5                      | 8                      |                     |
| 1980         | مرحلة المجموعات        | 4                      | 1                      | 1                      | 2                      | 3                      | 8                      | 4                      | 3                      | 1                      | 0                      | 10                     | 2                      |                     |
| 1984         | مرحلة المجموعات        | 4                      | 1                      | 2                      | 1                      | 3                      | 3                      | 4                      | 3                      | 0                      | 1                      | 11                     | 1                      |                     |
| 1988         | مرحلة المجموعات        | 4                      | 2                      | 0                      | 2                      | 7                      | 6                      | تأهل كمضيف             | تأهل كمضيف             | تأهل كمضيف             | تأهل كمضيف             | تأهل كمضيف             | تأهل كمضيف             |                     |
| 1992         | مرحلة المجموعات        | 3                      | 0                      | 2                      | 1                      | 3                      | 4                      | 2                      | 2                      | 0                      | 0                      | 8                      | 2                      |                     |
| 1996         | لم يتأهل               | لم يتأهل               | لم يتأهل               | لم يتأهل               | لم يتأهل               | لم يتأهل               | لم يتأهل               | 4                      | 2                      | 0                      | 2                      | 5                      | 4                      |                     |
| 2000         | ربع النهائي            | 4                      | 0                      | 3                      | 1                      | 3                      | 5                      | 4                      | 3                      | 1                      | 0                      | 11                     | 3                      |                     |
| 2004         | مرحلة المجموعات        | 3                      | 0                      | 1                      | 2                      | 2                      | 4                      | 6                      | 3                      | 2                      | 1                      | 10                     | 7                      |                     |
| 2007         | مرحلة المجموعات        | 3                      | 0                      | 2                      | 1                      | 3                      | 4                      | 6                      | 5                      | 0                      | 1                      | 14                     | 4                      |                     |
| 2011         | ربع النهائي            | 4                      | 2                      | 0                      | 2                      | 7                      | 5                      | تأهل كمضيف             | تأهل كمضيف             | تأهل كمضيف             | تأهل كمضيف             | تأهل كمضيف             | تأهل كمضيف             |                     |
| 2015         | مرحلة المجموعات        | 3                      | 0                      | 0                      | 3                      | 2                      | 7                      | 6                      | 4                      | 1                      | 1                      | 13                     | 2                      |                     |
| 2019         | البطل                  | 7                      | 7                      | 0                      | 0                      | 19                     | 1                      | 8                      | 7                      | 0                      | 1                      | 29                     | 4                      |                     |
| 2023         | تأهل كمضيف             | تأهل كمضيف             | تأهل كمضيف             | تأهل كمضيف             | تأهل كمضيف             | تأهل كمضيف             | تأهل كمضيف             | 8                      | 7                      | 1                      | 0                      | 18                     | 1                      |                     |
| 2027         | لم يتحدد بعد           | لم يتحدد بعد           | لم يتحدد بعد           | لم يتحدد بعد           | لم يتحدد بعد           | لم يتحدد بعد           | لم يتحدد بعد           | لم يتحدد بعد           | لم يتحدد بعد           | لم يتحدد بعد           | لم يتحدد بعد           | لم يتحدد بعد           | لم يتحدد بعد           |                     |
| المجموع      | الأفضل: البطل          | 39                     | 13                     | 11                     | 15                     | 52                     | 47                     | 58                     | 41                     | 7                      | 10                     | 134                    | 36                     |                     |

### كأس الخليج العربي
| كأس الخليج العربي | كأس الخليج العربي | كأس الخليج العربي | كأس الخليج العربي | كأس الخليج العربي | كأس الخليج العربي | كأس الخليج العربي | كأس الخليج العربي |
| العام             | المركز            | ل                 | ف                 | ت*                | خ                 | هـ.ل              | هـ.ع              |
| ----------------- | ----------------- | ----------------- | ----------------- | ----------------- | ----------------- | ----------------- | ----------------- |
| 1970              | الرابع            | 3                 | 0                 | 1                 | 2                 | 4                 | 7                 |
| 1972              | الرابع            | 3                 | 0                 | 0                 | 3                 | 0                 | 10                |
| 1974              | الثالث            | 3                 | 1                 | 0                 | 2                 | 5                 | 4                 |
| 1976              | الثالث            | 6                 | 4                 | 1                 | 1                 | 11                | 6                 |
| 1979              | الخامس            | 6                 | 2                 | 1                 | 3                 | 4                 | 13                |
| 1982              | الخامس            | 5                 | 2                 | 0                 | 3                 | 5                 | 4                 |
| 1984              | الوصيف            | 7                 | 4                 | 1                 | 2                 | 10                | 6                 |
| 1986              | الرابع            | 6                 | 2                 | 2                 | 2                 | 7                 | 8                 |
| 1988              | السادس            | 6                 | 1                 | 2                 | 3                 | 4                 | 8                 |
| 1990              | الوصيف            | 4                 | 1                 | 2                 | 1                 | 4                 | 4                 |
| 1992              | البطل             | 5                 | 4                 | 0                 | 1                 | 8                 | 1                 |
| 1994              | الرابع            | 5                 | 1                 | 1                 | 3                 | 6                 | 8                 |
| 1996              | الوصيف            | 5                 | 3                 | 1                 | 1                 | 9                 | 5                 |
| 1998              | السادس            | 5                 | 0                 | 3                 | 2                 | 3                 | 8                 |
| 2002              | الوصيف            | 5                 | 4                 | 0                 | 1                 | 7                 | 4                 |
| 2003              | الثالث            | 6                 | 2                 | 3                 | 1                 | 5                 | 3                 |
| 2004              | البطل             | 5                 | 3                 | 2                 | 0                 | 10                | 7                 |
| 2007              | مرحلة المجموعات   | 3                 | 0                 | 1                 | 2                 | 2                 | 4                 |
| 2009              | نصف النهائي       | 4                 | 1                 | 2                 | 1                 | 2                 | 2                 |
| 2010              | مرحلة المجموعات   | 3                 | 1                 | 1                 | 1                 | 3                 | 3                 |
| 2013              | مرحلة المجموعات   | 3                 | 1                 | 0                 | 2                 | 3                 | 5                 |
| 2014              | البطل             | 5                 | 2                 | 3                 | 0                 | 6                 | 3                 |
| 2017              | الخامس            | 3                 | 1                 | 1                 | 1                 | 6                 | 3                 |
| 2019              | نصف النهائي       | 4                 | 2                 | 0                 | 2                 | 11                | 5                 |
| 2023              | نصف النهائي       | 4                 | 1                 | 1                 | 2                 | 5                 | 5                 |
| 2024              | لم يحدد بعد       | -                 | -                 | -                 | -                 | -                 | -                 |
| المجموع           | الأفضل: البطل     | 104               | 40                | 24                | 40                | 124               | 126               |

لعبت بطولة كأس الخليج العربي كل سنتين منذ عام 1970. وقد تغيرت البطولة منذ النسخة الأولى إلى بطولة خروج المغلوب في السنوات الأخيرة. ومن الجدير بالذكر أنه ألغيت بطولة عام 2000 ونقلت بطولة عامي 2003 و 2010 بسبب قوائم اللاعبين المزدحمة مع بطولات أخرى مثل كأس آسيا.

### بطولة اتحاد غرب آسيا
| بطولة اتحاد غرب آسيا لكرة القدم | بطولة اتحاد غرب آسيا لكرة القدم | بطولة اتحاد غرب آسيا لكرة القدم | بطولة اتحاد غرب آسيا لكرة القدم | بطولة اتحاد غرب آسيا لكرة القدم | بطولة اتحاد غرب آسيا لكرة القدم | بطولة اتحاد غرب آسيا لكرة القدم | بطولة اتحاد غرب آسيا لكرة القدم |
| العام                           | النتيجة                         | لعب                             | فوز                             | تعادل*                          | خسارة                           | هـ.ل                            | هـ.ع                            |
| ------------------------------- | ------------------------------- | ------------------------------- | ------------------------------- | ------------------------------- | ------------------------------- | ------------------------------- | ------------------------------- |
| 2000                            | لم يشارك                        | لم يشارك                        | لم يشارك                        | لم يشارك                        | لم يشارك                        | لم يشارك                        | لم يشارك                        |
| 2002                            | لم يشارك                        | لم يشارك                        | لم يشارك                        | لم يشارك                        | لم يشارك                        | لم يشارك                        | لم يشارك                        |
| 2004                            | لم يشارك                        | لم يشارك                        | لم يشارك                        | لم يشارك                        | لم يشارك                        | لم يشارك                        | لم يشارك                        |
| 2007                            | لم يشارك                        | لم يشارك                        | لم يشارك                        | لم يشارك                        | لم يشارك                        | لم يشارك                        | لم يشارك                        |
| 2008                            | نصف النهائي                     | 3                               | 1                               | 0                               | 2                               | 2                               | 9                               |
| 2010                            | لم يشارك                        | لم يشارك                        | لم يشارك                        | لم يشارك                        | لم يشارك                        | لم يشارك                        | لم يشارك                        |
| 2012                            | لم يشارك                        | لم يشارك                        | لم يشارك                        | لم يشارك                        | لم يشارك                        | لم يشارك                        | لم يشارك                        |
| 2014                            | البطل                           | 4                               | 4                               | 0                               | 0                               | 10                              | 1                               |
| 2019                            | لم يشارك                        | لم يشارك                        | لم يشارك                        | لم يشارك                        | لم يشارك                        | لم يشارك                        | لم يشارك                        |
| 2023                            | لم يشارك                        | لم يشارك                        | لم يشارك                        | لم يشارك                        | لم يشارك                        | لم يشارك                        | لم يشارك                        |
| المجموع                         | الأفضل: البطل                   | 7                               | 5                               | 0                               | 2                               | 12                              | 10                              |

### كأس العرب
| كأس العرب | كأس العرب      | كأس العرب | كأس العرب | كأس العرب | كأس العرب | كأس العرب | كأس العرب |
| العام     | النتيجة        | لعب       | فوز       | تعادل*    | خسارة     | هـ.ل      | هـ.ع      |
| --------- | -------------- | --------- | --------- | --------- | --------- | --------- | --------- |
| 1963      | لم يشارك       | لم يشارك  | لم يشارك  | لم يشارك  | لم يشارك  | لم يشارك  | لم يشارك  |
| 1964      | لم يشارك       | لم يشارك  | لم يشارك  | لم يشارك  | لم يشارك  | لم يشارك  | لم يشارك  |
| 1966      | لم يشارك       | لم يشارك  | لم يشارك  | لم يشارك  | لم يشارك  | لم يشارك  | لم يشارك  |
| 1985      | الرابع         | 4         | 1         | 0         | 3         | 3         | 2         |
| 1988      | لم يشارك       | لم يشارك  | لم يشارك  | لم يشارك  | لم يشارك  | لم يشارك  | لم يشارك  |
| 1992      | لم يشارك       | لم يشارك  | لم يشارك  | لم يشارك  | لم يشارك  | لم يشارك  | لم يشارك  |
| 1998      | الوصيف         | 4         | 3         | 0         | 1         | 5         | 5         |
| 2002      | لم يشارك       | لم يشارك  | لم يشارك  | لم يشارك  | لم يشارك  | لم يشارك  | لم يشارك  |
| 2012      | لم يشارك       | لم يشارك  | لم يشارك  | لم يشارك  | لم يشارك  | لم يشارك  | لم يشارك  |
| 2021      | المركز الثالث  | 6         | 4         | 1         | 1         | 12        | 3         |
| المجموع   | الأفضل: الوصيف | 14        | 8         | 3         | 3         | 22        | 10        |

### كوبا أمريكا
قطر ثاني فريق من خارج الأمريكتين شارك في بطولة كوبا أمريكا، وتمت دعوتها لأول مرة في عام 2019.
| كوبا أمريكا | كوبا أمريكا             | كوبا أمريكا | كوبا أمريكا | كوبا أمريكا | كوبا أمريكا | كوبا أمريكا | كوبا أمريكا | كوبا أمريكا |
| مضيف/ السنة | النتيجة                 | المركز      | لعب         | الفوز       | التعادل*    | الخساره     | أهداف له    | أهداف عليه  |
| ----------- | ----------------------- | ----------- | ----------- | ----------- | ----------- | ----------- | ----------- | ----------- |
| 2019        | مرحلة المجموعات         | العاشر      | 3           | 0           | 1           | 2           | 2           | 5           |
| المجموع     | الأفضل: مرحلة المجموعات | 1/47        | 3           | 0           | 1           | 2           | 2           | 5           |

### كأس الكونكاكاف الذهبية
قطر ثاني فريق من آسيا يشارك في كأس الكونكاكاف الذهبية، وتمت دعوتها لأول مرة في عام 2021.
| كأس الكونكاكاف الذهبية | كأس الكونكاكاف الذهبية | كأس الكونكاكاف الذهبية | كأس الكونكاكاف الذهبية | كأس الكونكاكاف الذهبية | كأس الكونكاكاف الذهبية | كأس الكونكاكاف الذهبية | كأس الكونكاكاف الذهبية |
| العام                  | النتيجة                | لعب                    | فوز                    | تعادل*                 | خسارة                  | هـ.ل                   | هـ.ع                   |
| ---------------------- | ---------------------- | ---------------------- | ---------------------- | ---------------------- | ---------------------- | ---------------------- | ---------------------- |
| 2021                   | نصف النهائي            | 5                      | 3                      | 1                      | 1                      | 12                     | 6                      |
| 2023                   | دعوة                   | دعوة                   | دعوة                   | دعوة                   | دعوة                   | دعوة                   | دعوة                   |
| المجموع:               | الأفضل: نصف النهائي    | 5                      | 3                      | 1                      | 1                      | 12                     | 6                      |

## وصلات خارجية
- قائمة بيانات المنتخب من الموقع الرسمي للفيفا باللغة العربية